# ヒマラ (アルバニア)
ヒマラ（アルバニア語: Himarë, Himara、ギリシア語: Χιμάρα, Χειμάρρα）はアルバニアのヴロラ州の基礎自治体と街である。2015年に現代の基礎自治体が旧基礎自治体のヒマラ、ホラ・ヴラニシュトおよびルコヴァから設けられ、同名の街が庁所在地になった。2023年のアルバニアの国勢調査によると、基礎自治体の総人口は8,328人であり、街の人口は3,522人だった。在アルバニア・ギリシャ人が昔からここで住んである。

## 履歴
古代にギリシャのカオネ人が地域に住んでいた。古代の名前はキマイラ（ギリシア語: Χίμαιρα）だった。城が最初の土台に建てられた。
1431年にオスマン帝国のアルバニアのサンヤクのナヒエになった。16世紀から18世紀まで宗教的にローマの支配下の街だった。何人かが東方のカトリック教徒だった。1583年には、オスマン帝国のデフテルに記録され、130家族があった。1722年にジュゼッペ・シロはギリシャ人がヒマラに住んでいたことについて書いた。
第二次世界大戦の後に2006年までギリシア語は学校で教えられなかった。2015年に旧基礎自治体のヒマラ、ホラ・ヴラニシュトおよびルコヴァが合体し、現在の基礎自治体が設けられ、同名の街が庁所在地になった。

## 海岸
ヒマラに始まる海岸は街のスピレ、ポトハム、ラマンおよびリヴァドヒにある。

## 人口
2011年のアルバニアの国勢調査によると、街の人口は2,822人だった。2023年に基礎自治体の人口は8,328人であり、街の人口は3,522人に増やした。

## 言語
街に住んでいる人は主に自分のギリシア語の方言を話す。これからアルバニア語もギリシア語も話す。